# Jakob Friedrich von Abel
Jakob Friedrich von Abel (Vaihingen an der Enz, 9 maggio 1751 – Schorndorf, 7 luglio 1829) è stato un filosofo tedesco.
Studio filologia, teologia e filosofia nei seminari evangelici di Denkendorf, di Maulbronn e di Tubinga. Laureato nel 1770, fu subito nominato professore di filosofia nel "Militär-Pflanzschule" di Tubinga e poi nella "Karlschule" di Stoccarda. Qui conobbe Schiller, col quale collaborò nel 1786 alla stesura della novella Der Verbrecher aus Infamie, pubblicata da Schiller nel 1792 col titolo di Der Verbrecher aus verlorner Ehe.
Nel 1790 insegnò filosofia, poesia ed eloquenza nel "Contubernium" di Tubinga; divenuto pastore nel 1811, fu sovrintendente generale a Oehringen e poi membro dell'autorità esecutiva della Chiesa evangelica di Urach e di Reutlingen.
In filosofia, sostenne, in opposizione a Kant, che lo spazio e il tempo non sono categorie a priori, ma sono prodotti dall'uomo sulla base dei dati empirici.

## Biografia
Figlio di un ufficiale di stato, ricevette una ferrea educazione di stampo teologico, che culminò nel suo arrivo, nel 1768, a Tübingen per studiare filosofia. Suoi insegnanti furono Gottfried Ploucquet e August Friedrich Böck, gli ultimi tra i filosofi di Tübingen ad insegnare secondo la dottrina filosofica Wolffiana. Il giovane Abel trovò poco soddisfacente questa dottrina filosofica così razionale, e decise così di dedicarsi autonomamente allo studio della psicologia empirica. Ventunenne, Abel fu invitato nel 1772 come insegnante alla Karlsschule di Stoccarda. Due anni dopo, nel 1774, divenne professore di filosofia e vice-cancelliere nel 1786. I diciotto anni di insegnamento a Stoccarda furono per Abel il suo periodo di successo maggiore. Abel fu molto popolare tra i suoi studenti, soprattutto per la sua molto appassionata modalità di presentazione. Il suo insegnamento differisce da quello da lui ricevuto prendendo un'impostazione sempre più empirica e sempre meno Wolffiana e razionale. 
Morì a Schorndorf, in Germania, il 7 luglio 1829.

## Opere
- Einleitung in die Seelenlehre, Stuttgart, 1786
- Sammlung und Erklärung merkwürdiger Erscheinungen aus dem menschlichen Leben, 3 voll., Stuttgart, 1784-1790
- Ausführliche Darstellung des Grundes unserez Glaubens an Unsterblichkeit, Frankfurt, 1826